# イヴァン・ヴァシリエヴィチ (スモレンスク公国)
イヴァン・ヴァシリエヴィチ（ロシア語: Иван Васильевич、? - 1386年）は14世紀後半のスモレンスク公国の公子である。
1375年、ウラジーミル大公ドミトリーの、トヴェリ公ミハイルへの遠征軍に参加した。1380年には、クリコヴォの戦いにおけるドミトリーの連隊の中に名を連ねている。1386年、ムスチスラヴリ付近で行われたヴィフラ川の戦いに、叔父・スモレンスク公スヴャトスラフの軍に所属して参加し、スヴャトスラフと共に戦死した。
いくつかの系譜では、イヴァンはその父と同様セレホヴォ公(ru)であったと記されており、イヴァンはおそらく何処かの分領公であったと考えられる。